# Списък с герои от Астерикс
Статията е за някои от героите от комикса Астерикс на Рене Госини и Албер Юдерзо:

## Главни герои

### Астерикс
Астерикс (на френски: Astérix) е главният герой. Името му произлиза от гръцката дума „астер“ (на гръцки: звезда).
Астерикс има руса коса, дълги мустаци и шлем с крила. Макар и дребен на ръст, той е смел и находчив воин.

### Обеликс
Обеликс (на френски: Obélix) е галски воин от комиксите за Астерикс. Той е най-добрият приятел на Астерикс. Обеликс има рижа коса и е доста едър, но не смята себе си за дебел и е готов да избухне, ако някой го нарече така. Той притежава свръхчовешка сила, защото като дете е паднал във вълшебната отвара на Панорамикс и това е дало трайни последствия върху него. Обеликс е каменоделец и доставя менхири. Обича да яде глиганско. Има малко кученце на име Идефикс. Често повтаря своята характерна реплика „Тия римляни са луди“.

### Панорамикс
Панорамикс (на френски: Panoramix) е галският друид от комиксите и филмите за Астерикс. Има дълга бяла брада, облечен е с бяла роба и червено наметало. Обикновено носи малък златен сърп.
Панорамикс е един от най-възрастните хора в селцето, където живее Астерикс. Той приготвя вълшебната отвара, благодарение на която галите от селото стават силни и непобедими. Също така борави и с други магически и лекарствени отвари; проявява се като лечител и понякога като учител. Астерикс (както и повечето жители на селото) търсят мъдрите му съвети, когато са в нужда. Във филма „Астерикс и голямата битка“ той губи паметта си.

### Идефикс
Идефикс (на френски: Idéfix), още познат като Догматикс (в английския превод), е кученце от комиксите и филмите за Астерикс. То е бяло с дълги ушички с черно отгоре.

## Второстепенни герои

### Ковачникс
Ковачникс, още познат като Автоматикс (в българския дублаж на игралния филм „Астерикс и Обеликс срещу Цезар“), е един от героите от комиксите и филмите за Астерикс. Той е ковачът на селцето. Автоматикс е висок и едър, отстъпва по сила единствено на Обеликс. Първата му поява е в „Астерикс галът“, като първият коментар за него е от страна на римски шпионин, който е удивен от това, че Ковачникс кове желязото с юмруци. По-късно се появява с истински чук. Приема занаята на баща си.

### Брачеторакс
Брачеторакс, още познат като Антиклиматакс (в английския превод), е британският братовчед от филмите и комиксите за Астерикс. Появява се във филмът Астерикс в Британия, който също е направен по комикс. В него се разказва за времето, когато Юлий Цезар решава да завладее Британия, която е помагала на войните с Галия. Рим завладява цяла Британия с изключение областта Контантум. Бречеторакс отива в селото на Астерикс, за да потърси помощ от него.

### Амацапис
Амаципис е зъл и отмъстителен египтянин. Помощникът му се казва Керевис. Появява се във филма „Астерикс и Клеопатра“, който също е направен по комикс, както и в игралния филм „Астерикс и Обеликс: Мисия Клеопатра.“

### Найдобрикс
Найдобрикс (на френски: Abraracourcix), още познат като Виталстатистикс (в английския превод), е вожд на малкото селце, в което живеят Астерикс и неговите приятели. Вождът е с рижа коса, малък шлем с две крила. Той е дебел, колкото Обеликс. Затова двама мъже го носят на щит. Има жена.

### Всебезрикс
Всебезрикс, още познат като Какафоникс (в английския превод) или Гонипубликс (в българския дублаж на игралния филм „Астерикс и Обеликс срещу Цезар“), е един от второстепенните герои от комиксите и филмите за Астерикс. Той е с дълга руса коса, червена мантия, дълги зелени панталони и е селският бард. Той пее толкова фалшиво, че другите не искат да го слушат, като певческите му опити често завършват с пердах от ковача. Винаги когато има пир е вързан и набит.

### Старикс
Старикс (на френски: Agecanonix) е най-старият обитател на Астериксовото село. Възрастта му се споменава единствено в „Астерикс и олимпийските игри“ – 83 години. Ветеран от битката при Герговия и обсадата на Алезия.

### Лентяйикс
Лентяйикс (на френски: Goudurix) е главен герой в деветия том на серията – „Астерикс и норманите“, в която история е отвлечен от норманите. Губирикс е младо момче с дълга руса коса, син на Охлювикс и племенник на вожда Найдобрикс. Живее в областта Лутеция (днешен Париж), и е голям страхливец.
Във филмите се представя различен от комиксите – влюбен е в Аба, дъщерята на викингския вожд.

### Маестрия
Маестрия (на френски: Maestria) е една от героините от комиксите за Астерикс. Тя е втори бард на селото. Има дълга руса коса с конска опашка и две обици на ушите. Идва от Лутеция и е учила за актриса, колкото Фалбала. Обича много да пазарува.

### Азбучникс
Азбучникс е дебел, с руса коса, мустаци, обици на ушите. Той е продавач на риба. Има жена на име Бактерия. Ковачът Автоматикс често се оплаква, че рибата на Азбучникс смърди.

### Охлювикс
Охлювикс е брат на Найдобрикс и баща на Лентяйикс. Той е известен, с това че е спечелил битката при Герговия в областта Лутеция. Той се появява във филма „Астерикс и викингите“, който също е направен по комикс.

### Споликс
Споликс, още познат и като Теглилокумикс (в българския дублаж на игралния филм „Астерикс и Обеликс срещу Цезар“) е гадател, на гърба си носи вълча кожа. Появява се в комикса „Астерикс и сутсейъра“ и „Астерикс и голямата битка“.